# 第116飛行隊 (イスラエル空軍)
イスラエル空軍 第116飛行隊（116 Squadron） は、イスラエル航空宇宙軍の飛行隊である。別名として、フライング・ウィング・スコードロン（The Flying Wing Squadron）、あるいはディフェンダー・オブ・ザ・サウス・スコードロン（The Defenders of the South Squadron）とも呼ばれる。また非公式な呼称として、ワイヤーカッターズ・スコードロン（The Wire-cutters Squadron）と呼ばれた事もある。

## 歴史
第116飛行隊は、第101飛行隊のミステールIV Aへの装備機種変更に伴い、第101飛行隊から移管されたP-51D マスタングを運用する飛行隊として1956年2月にエクロン空軍基地（現在のテルノフ空軍基地）で編成された。この当時の第116飛行隊は、同じくエクロン空軍基地に在籍していたフライトスクールの教官により構成される予備役部隊であり、運用機も第101飛行隊から放出された"旧型機"であった。
1956年10月に発生した第二次中東戦争の時点では、P-51Dはエジプト軍のMiG-15やグロスター ミーティアにくらべ旧式化しており、これらの敵機との空中戦の任務ではなく、主に対地攻撃任務に投入された。このため、第116飛行隊のP-51Dはそれまでの銀塗装（ナチュラルメタル）に替わり、ダークブルー/ブラウンの2色の迷彩塗装が施されていた。また第116飛行隊のP-51Dは緒戦でエジプト領内の通信線を体当たりによって切断する作戦に従事しており、ワイヤーカッターズ・スコードロンの呼称はこれに由来している。この作戦では何機かのP-51が主翼やプロペラに損傷を受け失われた。また対空砲火での被害なども含めると、第116飛行隊のP-51は当初29機のうち約1/3にあたる9機が第二次中東戦争中に失われた。第二次中東戦争の後、この戦争で同じくP-51Dを運用していた第105飛行隊が解散し、第105飛行隊の装備していたP-51Dは第116飛行隊に移管された。第116飛行隊はこの後もP-51Dの運用を継続し、イスラエル空軍でP-51Dを最も遅い時期まで装備した飛行隊となった。1958年の終わり頃になってP-51Dは退役し、第116飛行隊も一旦解散となった。
1961年になると、第101飛行隊が運用機種をミラージュIII CJへ更新するためにミステールIV Aを放出する事となり、第116飛行隊はこのミステールIV A、16機を運用する飛行隊として再編成された。第116飛行隊は第101飛行隊・第109飛行隊に続いてイスラエル空軍でミステールIV Aを運用する3番目の、そして最後の飛行隊となった。翌1962年には第116飛行隊のミステールIV Aの任務は戦闘爆撃任務から純粋な対地攻撃任務に変更された。これらのミステールIV Aも前述のP-51Dと同様、対空戦闘から対地攻撃への運用方法変更に伴い、迷彩塗装が施されるようになった。
1967年の第三次中東戦争では、エジプトやシリアの地上目標への奇襲攻撃（フォーカス作戦）にミステールやウーラガンが投入され、第116飛行隊も第109飛行隊と共に作戦に従事した。この戦争後、第109飛行隊が運用機種をA-4スカイホーク攻撃機に更新し、第109飛行隊のミステールIV Aは第116飛行隊に移管された。これにより第116飛行隊はミステールIV Aの運用を続けている唯一の飛行隊となった。この後のエジプトとの消耗戦争の期間中、1970年1月から2月にかけ3機のミステールIV Aが戦闘により失われた。1970年の途中から第116飛行隊のミステールIV Aは第109飛行隊と同じくA-4スカイホークに更新され、1971年2月にはミステールIV Aは完全に退役した。また、この頃に第116飛行隊は拠点をテルノフ空軍基地からネバティム空軍基地に変更した。
1973年の第四次中東戦争での詳細な活動状況は不明であるが、他のA-4スカイホーク飛行隊と共に戦闘に従事したと考えられる。この頃にはA-4E/A-4Hのエンジンノズルを延長する改造が行われた他、1975年頃には新型のA-4Nの導入、更新が進められた。
1983年5月1日、第116飛行隊のA-4Nと第106飛行隊のF-15Dが異種航空機戦闘訓練（DACT）を行っていた際に空中衝突する事故が発生した。この事故でA-4Nは墜落したがパイロットは脱出に成功し、一方のF-15Dは右舷側主翼が失われた状態で衝突場所から約15km離れたラモン空軍基地に帰投した。（詳細はネゲヴ空中衝突事故 (1983年)を参照）
1994年頃になると、第116飛行隊のA-4Nはピース・マーブルIVによりイスラエル軍に追加導入されたF-16A/Bに更新された。2013年にはイスラエル軍の軍備費削減を目的として、同じくネバティム空軍基地でF-16A/Bを運用していた第140飛行隊が第116飛行隊に合流した。
2015年に第116飛行隊は活動停止したが、近い将来にF-35を運用する2番目の飛行隊として再編成される可能性があるとされている。